# Tenewo
Tenewo (bułg. Тенево) – wieś w południowo-wschodniej Bułgarii, w obwodzie Jamboł, w gminie Tundża, nad Tundżą. Według danych Narodowego Instytutu Statystycznego, 31 grudnia 2011 roku wieś liczyła 1483 mieszkańców.

## Urodzeni w Tenewie
- Christaki Iwanow